# Красненська селищна рада
Красне́нська се́лищна ра́да — адміністративно-територіальна одиниця та орган місцевого самоврядування в Золочівському районі Львівської області. Адміністративний центр — селище міського типу Красне.

## Загальні відомості
Красненська селищна рада утворена 1 січня 1939 року.
- Територія ради: 21,715 км²
- Населення ради: 6396 осіб (станом на 2015 рік)
- Територією ради протікають річки Гологірка, Західний Буг

## Населені пункти
Селищній раді підпорядковані населені пункти:
- смт Красне

## Склад ради
Рада складається з 26 депутатів та голови.
- Селищний голова: Фурда Роман Ярославович
- Секретар ради: Дідух Світлана Олегівна

### Керівний склад попередніх скликань
| Прізвище, ім'я, по батькові | Основні відомості                                                    | Дата обрання | Дата звільнення |
| --------------------------- | -------------------------------------------------------------------- | ------------ | --------------- |
| Білий Ярослав Володимирович | Селищний голова, 1967 року народження                                | 26.03.2006   | 27.01.2010      |
| Лотоцький Олег Іванович     | Селищний голова, 1953 року народження, освіта вища, безпартійний     | 31.10.2010   | 06.11.2015      |
| Чучман Микола Ігорович      | Селищний голова, 1977 року народження, освіта вища, безпартійний     | 06.11.2015   | 26.11.2020      |
| Фурда Роман Ярославович     | Селищний голова, 1980 року народження, освіта вища, член "Самопоміч" | 26.11.2020   |                 |

Примітка: таблиця складена за даними сайту Верховної Ради України та ЦВК

### Депутати VII скликання
За результатами місцевих виборів 2015 року депутатами ради стали:

#### За суб'єктами висування
| Суб'єкт висування                                          | Кількість обраних депутатів | %     |
| ---------------------------------------------------------- | --------------------------- | ----- |
| Самовисування                                              | 25                          | 96.15 |
| Політична партія «Українське Об'єднання патріотів — УКРОП» | 1                           | 3.85  |

#### За округами
| № округу | Прізвище, ім'я, по батькові     | Ким висунуто  | Дата нар.  | Освіта             | Партійна приналежність | Відомості                                                                                   |
| -------- | ------------------------------- | ------------- | ---------- | ------------------ | ---------------------- | ------------------------------------------------------------------------------------------- |
| 1        | Сорока Володимир Андрійович     | Самовисування | 05.08.1953 | вища               | безпартійний           | Львівська філія Концерну радіомовлення, зв'язку та телебачення, начальник цеху № 1          |
| 2        | Галятовський Василь Ярославович | Самовисування | 23.09.1983 | вища               | безпартійний           | Приватний підприємець                                                                       |
| 3        | Мельник Ольга Ярославівна       | Самовисування | 18.09.1981 | вища               | безпартійна            | Буська РДА, головний спеціаліст сектору житлово-комунального господарства та будівництва    |
| 4        | Сергеєва Тетяна Степанівна      | Самовисування | 18.08.1979 | загальна середня   | безпартійна            | Красненська селищна рада, спеціаліст 2 категорії-землевпорядник                             |
| 5        | Гутовська Даниїла Антонівна     | Самовисування | 16.03.1956 | загальна середня   | безпартійна            | ТзОВ «Виробничик», заступник директора                                                      |
| 6        | Смага Богдан Ігорович           | Самовисування | 18.08.1981 | загальна середня   | безпартійний           | Вагонне депо «Клепарів», електрозварювальник                                                |
| 7        | Іваничко Леся Романівна         | Самовисування | 18.11.1978 | вища               | безпартійна            | Тимчасово не працює                                                                         |
| 8        | Биков Андрій Іванович           | Самовисування | 20.10.1980 | вища               | безпартійний           | ПП «Гарт-Захід», інспектор охорони                                                          |
| 9        | Михайлюк Володимир Адамович     | Самовисування | 10.10.1950 | середня спеціальна | безпартійний           | Пенсіонер                                                                                   |
| 10       | Діжак Тетяна Юріївна            | Самовисування | 06.05.1983 | вища               | безпартійна            | Приватний підприємець                                                                       |
| 11       | Захаревич Оксана Володимирівна  | Самовисування | 12.01.1961 | вища               | безпартійна            | Красненська селищна рада, прибиральниця                                                     |
| 12       | Скарбек Володимир Васильович    | Самовисування | 30.10.1978 | середня спеціальна | безпартійний           | Клепарів, оглядач ремонтних вагонів                                                         |
| 13       | Козар Богдан Ярославович        | Самовисування | 23.09.1977 | вища               | безпартійний           | Буське УЕГГ, слюсар                                                                         |
| 14       | Щерба Наталія Романівна         | Самовисування | 21.10.1977 | вища               | безпартійна            | Головний державний інспектор праці у Львівській області, головний державний інспектор праці |
| 15       | Чіпак Роман Миронович           | Самовисування | 30.04.1966 | вища               | безпартійний           | Буський ЦПЗ № 6 Львівської дирекції «Укрпошта», начальник                                   |
| 16       | Кравчук Ольга Євгенівна         | Самовисування | 29.10.1981 | вища               | безпартійна            | Буське районне управління юстиції у Львівській області, начальник відділу ДРАЦС РС          |
| 17       | Зеленюх Людмила Павлівна        | Самовисування | 15.10.1962 | середня спеціальна | безпартійна            | Красненська селищна рада, спеціаліст 2-категорі-землевпорядник                              |
| 18       | Білий Юрій Ілліч                | Самовисування | 17.12.1976 | середня спеціальна | безпартійний           | Радехівський районний сектор ДСНС України у Львівській обл., начальник                      |
| 19       | Чучман Оксана Ігорівна          | Самовисування | 26.05.1985 | середня спеціальна | безпартійна            | Амбулаторія ЗПСМ с. Сторонибаби, дільнична медична сестра                                   |
| 20       | Михайлюк Марія Степанівна       | Самовисування | 24.08.1992 | середня спеціальна | безпартійна            | Тимчасово не працює                                                                         |
| 21       | Романовський Ярослав Орестович  | Самовисування | 23.11.1953 | загальна середня   | безпартійний           | Пенсіонер                                                                                   |
| 22       | Іваничко Роман Степанович       | Самовисування | 04.03.1982 | вища               | безпартійний           | ДП «Укрспирт», провідний юрист-консультант                                                  |
| 23       | Павлик Юрій Михайлович          | «УКРОП»       | 17.06.1971 | вища               | безпартійний           | Приватний підприємець                                                                       |
| 24       | Кубіцький Богдан Володимирович  | Самовисування | 05.05.1981 | вища               | безпартійний           | Буський РВ ГУМВС України у Львівській обл., інженер спеціального зв'язку                    |
| 25       | Шевчук Марія Йосипівна          | Самовисування | 21.09.1963 | вища               | безпартійна            | Красненська селищна рада, головний бухгалтер                                                |
| 26       | Прус Олена Іванівна             | Самовисування | 21.06.1956 | вища               | безпартійна            | Красненська селищна рада, секретар                                                          |